# Sphecodes argentinus
Sphecodes argentinus là một loài Hymenoptera trong họ Halictidae. Loài này được Schrottky mô tả khoa học năm 1906.